# Corbeni
Corbeni é uma comuna romena localizada no distrito de Argeş, na região de Muntênia. A comuna possui uma área de 61.84 km² e sua população era de 5776 habitantes segundo o censo de 2007.